# Poggiomarino
Poggiomarino é uma comuna italiana da região da Campania, província de Nápoles, com cerca de 20.396 (al 31 de dezembro de 2003) habitantes. Estende-se por uma área de 13,28 km², tendo uma densidade populacional de 1536 hab/km². Faz fronteira com Boscoreale, Palma Campania, San Giuseppe Vesuviano, San Valentino Torio (SA), Scafati (SA), Striano, Terzigno.

## Demografia
| Variação demográfica do município entre 1861 e 2011                               |
|                                                                                   |
| Fonte: Istituto Nazionale di Statistica (ISTAT) - Elaboração gráfica da Wikipedia |